# Chapelle Notre-Dame-de-Lorette de Saint-Épain
Pour les articles homonymes, voir Chapelle Notre-Dame-de-Lorette et Notre-Dame-de-Lorette (homonymie).
La chapelle Notre-Dame-de-Lorette, ou Notre-Dame de Lorette, est un ermitage constitué d'une chapelle et d'un logis troglodytes. Le site de Notre-Dame-de-Lorette est localisé sur la commune de Saint-Épain, au sein de la vallée de Courtineau, en Indre-et-Loire. Les structures troglodytiques ont été construites au cours du XVe siècle, mais la chapelle n'est mentionnée qu'à partir du XIXe siècle.
Site autour duquel s'est forgée une légende populaire, les structures troglodytiques de Notre-Dame-de-Lorette, en particulier la chapelle, ont fait l'objet de pèlerinages annuels.
Les structures troglodytiques de Notre-Dame-de-Lorette ont fait l'objet d'une inscription sur l'inventaire supplémentaire des monuments historiques dans les années 1950.

## Contexte géographique
| - OpenStreetMap Emplacement de Notre-Dame-de-Lorette. |

Notre-Dame-Lorette est située sur la commune de Saint-Épain, ville du département d'Indre-et-Loire, en région Centre-Val de Loire. Le site de l'ermitage est établi au cœur de la Vallée de Courtineau, au lieu-dit de La Grange aux Dîmes. Les structures troglodytiques de Notre-Dame-de-Lorette trouvent leur emplacement dans les marges sud-est de Saint-Epain et sont quasi-limitrophes de la partie nord de la ville de Sainte-Maure de Touraine.
L'ermitage est placé à proximité d'une ancienne carrière à plan trapézoïdale. Les roches composant ce site d'extraction ont été formées au cours du Turonien supérieur. Le site de Notre-Dame-de-Lorette se trouve également proche d'une source laquelle alimente une fontaine dédiée à Saint Marc.

## Histoire
Le creusement du logis et la construction de sa façade sont datés du XVe siècle,. La chapelle est, quant à elle, bâtie et taillée à même la roche de la vallée de Courtineau vers la fin du XVe siècle, voire au début du XVIe siècle. La construction de Notre-Dame-de-Lorette aurait été exécutée par un ermite.
Une tradition, ou légende populaire, suggère que Jeanne d'Arc, durant sa traversée de la Touraine, lors de son cheminement entre Sainte-Catherine-de-Fierbois et Chinon, avant Pâques en date du 6 mars 1429,,, aurait trouvé refuge au sein de l'ermitage troglodyte, afin de s'abriter d'une violente précipitation,. Cette tradition populaire demeure non-avérée. Par ailleurs, la traversée de la « Pucelle d'Orléans » par Saint-Épain durant son étape de Sainte-Catherine-de-Fierbois jusqu'à Chinon est, autant sur le plan historique qu'en terme géographique, sujette à débat, et, bien que l'année de son arrivée dans le bourg chinonais soit établie pour 1429, la date de cet événement serait probablement à porter au 28 février, ou de manière moins précise, entre le 24 février et le 3 mars.
L'ermitage fait l'objet d'une seconde phase de construction au cours du XVIe siècle, puis d'une troisième durant le XIXe siècle.
La chapelle est probablement mentionnée pour la première fois en 1822 (le 27 décembre) dans un acte émis par la ville de Sainte-Maure-de-Touraine. La chapelle et l'habitat troglodytes de Notre-Dame-de-Lorette bénéficient d'une inscription sur l'inventaire supplémentaire des monuments historiques, par arrêté ministériel du 21 octobre 1954.
L'édifice religieux, proche d'une source dédiée à Saint Marc, a régulièrement fait l'objet de pèlerinages, chaque 1er dimanche du mois d'octobre,.

## Architecture et description
La chapelle et le logis de Notre-Dame-de-Lorette ont été en majeure partie creusés à même la roche, laquelle est constituée de tuffeau jaune.
La structure destinée à loger le chapelain, entièrement taillée dans la roche, dispose de deux pièces. Cette habitation est cloisonnée par un mur externe aménagé d'une porte et d'une fenêtre.
Le linteau encadrant l'accès à la chapelle est surmonté d'un ornement affectant la forme d'un croissant inversé. La voûte de la chapelle est ornementée, sur la totalité de sa longueur, d'un relief représentant une croix,. La voûte est prolongée par deux arcades en plein cintre et sculptées à même les parois,. L'écoinçon compris entre les deux arcs formant l'arcade disposée dans le fond de la chapelle est ornementé d'un écu soutenu par deux anges agenouillés. Des reliefs représentant la sainte Trinité — Dieu figuré par un vieil homme portant la barbe, le Christ figuré par un tombeau et le Saint Esprit figuré par un oiseau en plein vol —, recouvrent l'écu,. L'autre autre arcade est décorée d'un écusson « à sable » portant le relief d'un croissant d'argent.
La partie non creusée de la chapelle, orientée vers le midi, s'inscrit au sein d'une structure maçonnée de forme rectangulaire. Elle a été adjointe lors d'une seconde phase de construction. Cette partie comprend l'autel. Une croix vient coiffer la partie maçonnée de la chapelle.

Chapelle et logis Notre-Dame-de-Lorette
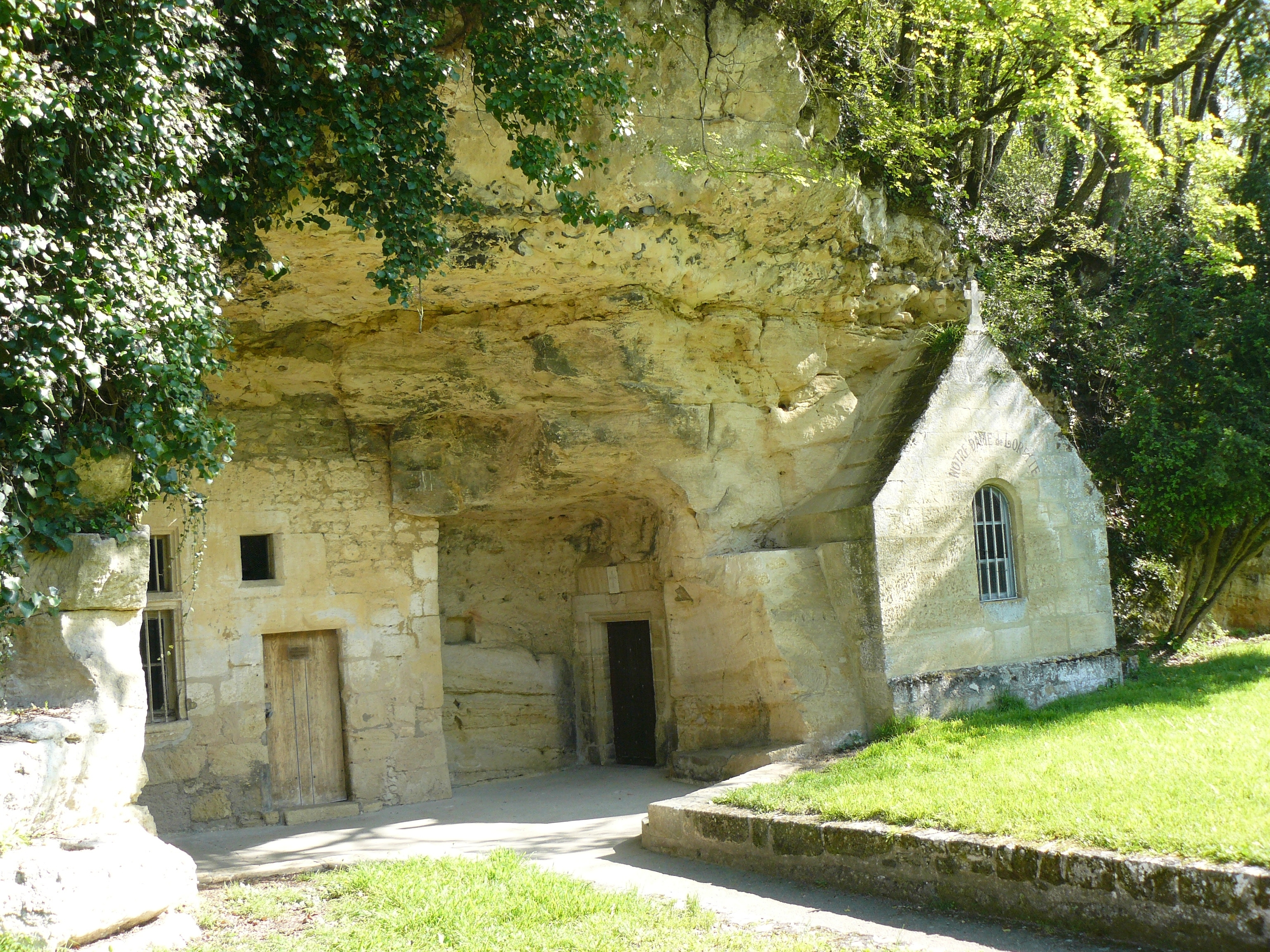
Le logis et la chapelle.
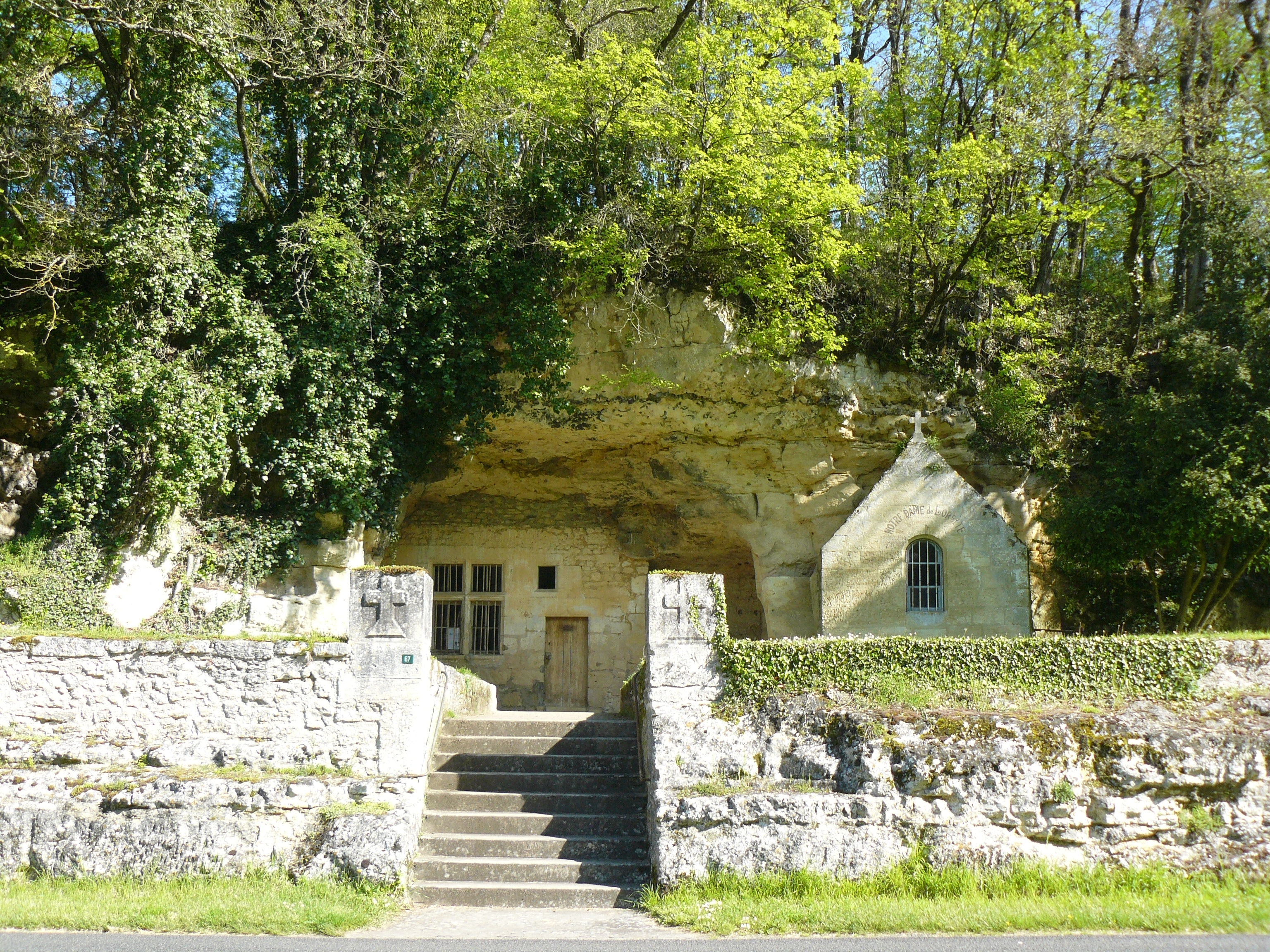
L'ermitage et sa clôture.
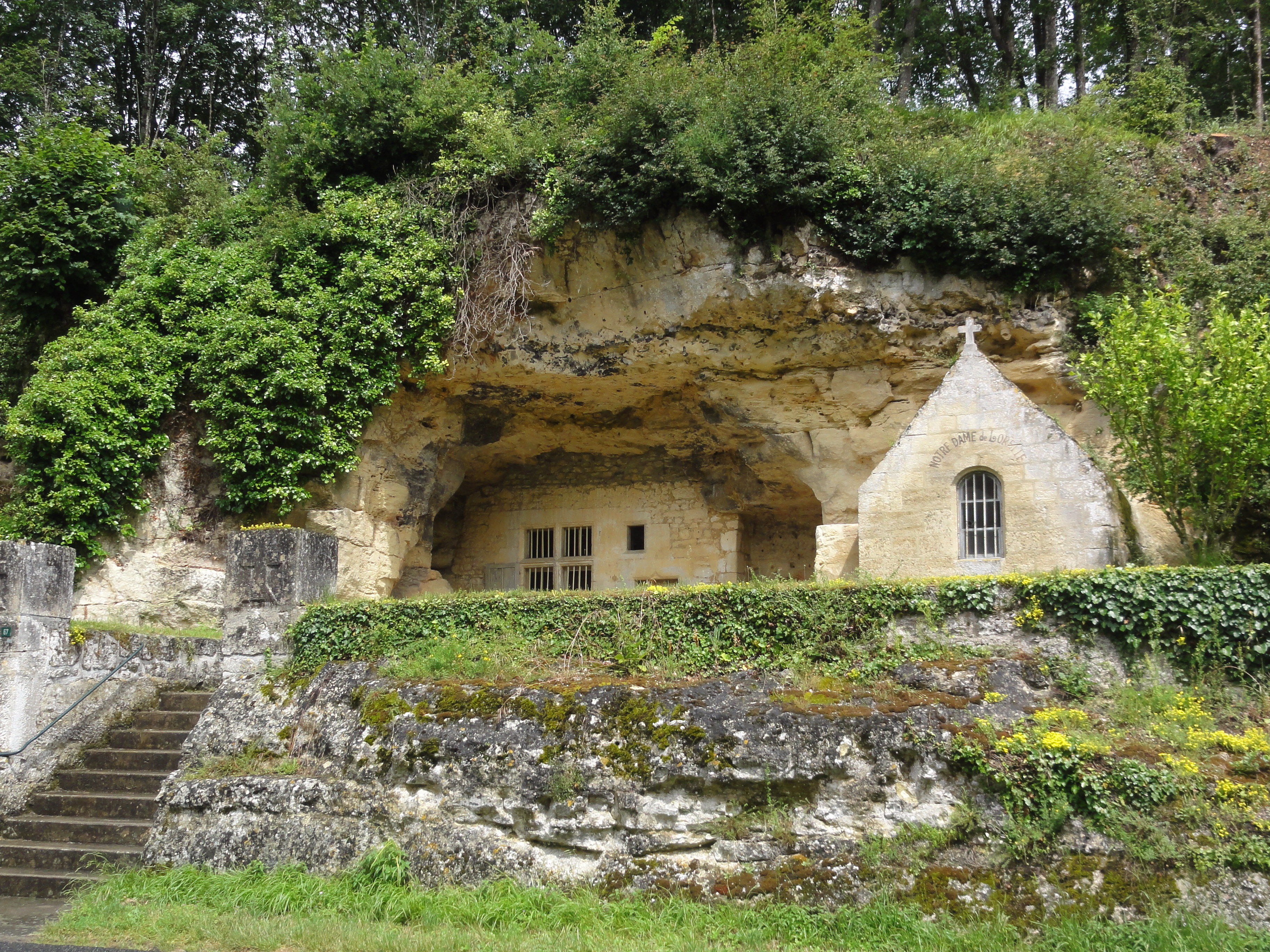
Vue d'ensemble des structures troglodytiques.
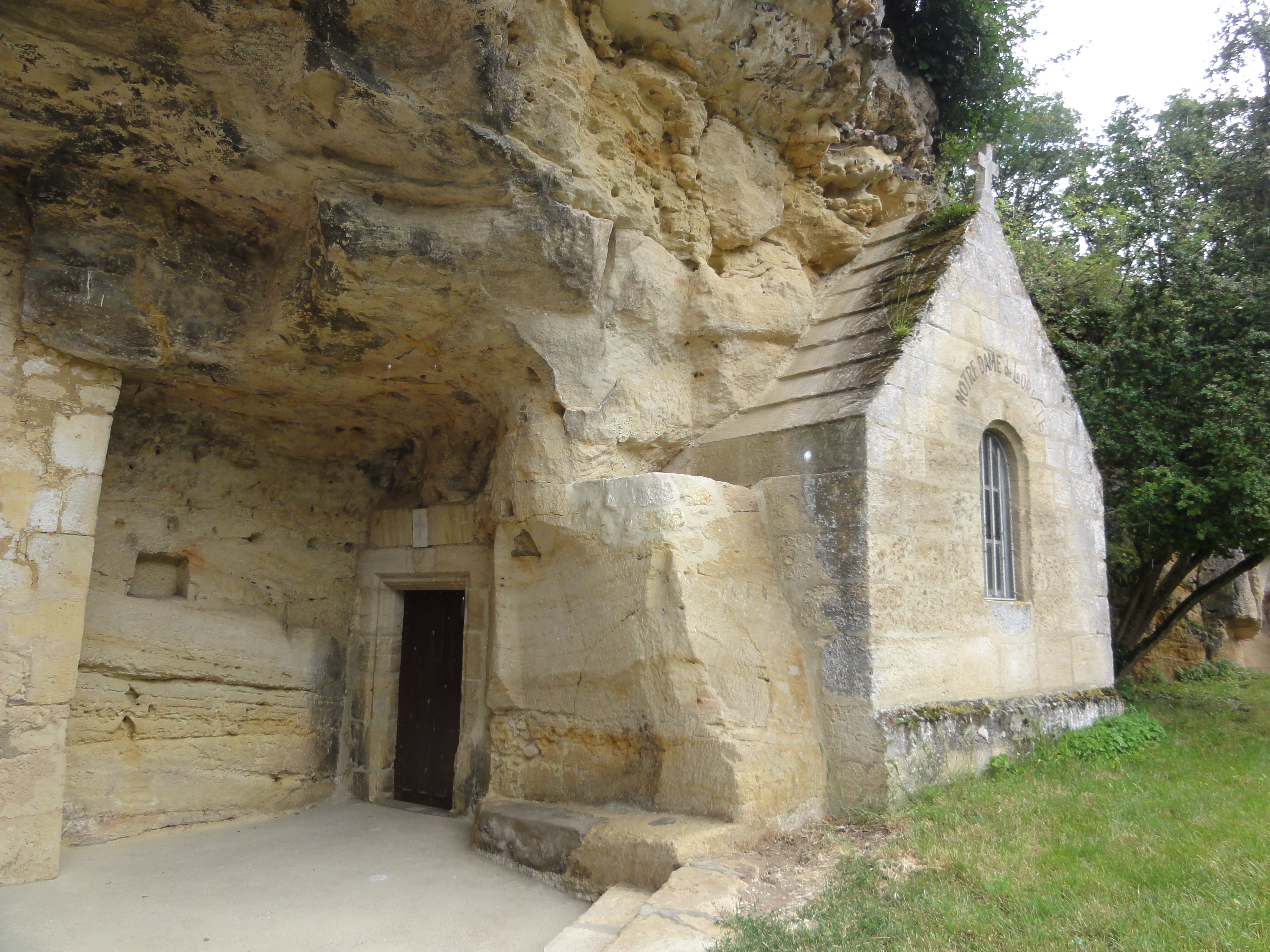
Façade et porte de la chapelle.

## Pour approfondir